# MTV Movie Awards 2005
Confira os vencedores (em negrito) e indicados ao MTV Movie Awards 2005.

## Melhor Filme
- Kill Bill: Vol. 2 (Kill Bill - Volume 2)
- Harry Potter and the Prisoner of Azkaban (Harry Potter eo Prisioneiro de Azkaban)
- Ray (Ray)
- Spider-Man 2 (Homem-Aranha 2)
- The Incredibles (Os Incríveis)

## Melhor Ator
- Brad Pitt (Troy)
- Jamie Foxx (Ray)
- Leonardo DiCaprio (The Aviator)
- Matt Damon (The Bourne Supremacy)
- Will Smith (Hitch)

## Melhor Atriz
- Hilary Swank (Million Dollar Baby)
- Lindsay Lohan (Mean Girls)
- Natalie Portman (Garden State)
- Rachel McAdams (The Notebook)
- Uma Thurman (Kill Bill: Vol. 2)

## Melhor Revelação Masculina
- Freddie Highmore (Finding Neverland)
- Jon Heder (Napoleon Dynamite)
- Tim McGraw (Friday Night Lights)
- Tyler Perry (Diary of a Mad Black Woman)
- Zach Braff (Garden State)

## Melhor Revelação Feminina
- Ashanti (Coach Carter)
- Bryce Dallas Howard (The Village)
- Elisha Cuthbert (The Girl Next Door)
- Emmy Rossum (The Day After Tomorrow)
- Rachel McAdams (Mean Girls)[1]

## Melhor Equipe
- Craig T. Nelson, Holly Hunter, Spencer Fox e Sarah Vowell (The Incredibles)
- Lindsay Lohan, Rachel McAdams, Lacey Chabert e Amanda Seyfried (Mean Girls)
- John Cho e Kal Penn (Harold & Kumar Go to White Castle)
- Vince Vaughn, Christine Taylor, Justin Long, Alan Tudyk, Stephen Root, Joel Moore e Chris Williams (Dodgeball: A True Underdog Story)
- Will Ferrell, Paul Rudd, Fred Armisen e Steve Carell (Anchorman: The Legend of Ron Burgundy)

## Melhor Luta
- Batalha dos noticiários (Anchorman: The Legend of Ron Burgundy)
- Brad Pitt e Eric Bana (Troy)
- Daryl Hannah e Uma Thurman (Kill Bill: Vol. 2)
- Zhang Ziyi e os guardas do imperador (Shi Mian Mai Fu)

## Melhor Cena de Ação
- Ataque dos terroristas no deserto (Team America: World Police)
- Batalha no metrô (Spider-Man 2)
- Destruição de Los Angeles (The Day After Tomorrow)
- Perseguição em Moscou (The Bourne Supremacy)
- Queda de avião em Beverly Hills (The Aviator)

## Melhor Sequência Musical
- Jennifer Garner e Mark Ruffalo (13 Going on 30)
- John Cho e Kal Penn (Harold & Kumar Go to White Castle)
- Jon Heder (Napoleon Dynamite)
- Will Ferrell, Paul Rudd, Fred Armisen e Steve Carell (The Anchorman: The Legend of Ron Burgundy)

## Melhor Beijo
- Elisha Cuthbert e Emile Hirsch (The Girl Next Door)
- Gwyneth Paltrow e Jude Law (Sky Captain and the World of Tomorrow)
- Jennifer Garner e Natassia Malthe (Elektra)
- Natalie Portman e Zach Braff (Garden State)
- Rachel McAdams e Ryan Gosling (The Notebook)

## Melhor Vilão
- Alfred Molina (Spider-Man 2)
- Ben Stiller (Dodgeball: A True Underdog Story)
- Jim Carrey (Lemony Snicket's A Series of Unfortunate Events)
- Rachel McAdams (Mean Girls)
- Tom Cruise (Collateral)

## Melhor Comediante
- Antonio Banderas (Shrek 2)
- Ben Stiller (Dodgeball: A True Underdog Story)
- Dustin Hoffman (Meet the Fockers)
- Will Ferrell (The Anchorman: The Legend of Ron Burgundy)
- Will Smith (Hitch)

## Melhor Atuação Assustada
- Cary Elwes (Saw)
- Dakota Fanning (Hide and Seek)
- Jennifer Tilly (Seed of Chucky)
- Mya (Cursed)
- Sarah Michelle Gellar (The Grudge)